# Elecciones regionales de Madre de Dios de 2014
Las elecciones regionales de Madre de Dios de 2014 se llevaron a cabo el 5 de octubre de 2014 para elegir al presidente regional, al vicepresidente regional y al Consejo Regional para el periodo 2015-2019. La elección se celebró simultáneamente con elecciones regionales y municipales (provinciales y distritales) en todo el Perú. La segunda vuelta regional se llevó a cabo el 7 de diciembre de 2014.

## Sistema electoral
El Gobierno Regional de Madre de Dios es el órgano administrativo y de gobierno del departamento de Madre de Dios. Está compuesto por el presidente regional, el vicepresidente regional y el Consejo Regional.
La votación se realiza en base al sufragio universal, que comprende a todos los ciudadanos nacionales mayores de dieciocho años, empadronados y residentes en el departamento de Madre de Dios y en pleno goce de sus derechos políticos.
El presidente y vicepresidente regional son elegidos por sufragio directo. Para que un candidato sea proclamado ganador debe obtener no menos de 30 % de votos válidos. En caso ningún candidato logre ese porcentaje en la primera vuelta electoral, los dos candidatos más votados participan en una segunda vuelta o balotaje.
El Consejo Regional de Madre de Dios está compuesto por 9 consejeros elegidos por sufragio directo para un período de cuatro (4) años. Cada provincia del departamento de Madre de Dios constituye una circunscripción electoral. La votación es por lista cerrada y bloqueada. Se asigna a la lista ganadora los escaños según el método d'Hondt. La distribución y el número de consejeros regionales es la siguiente:
| Circunscripción      | Escaños | Mapa |
| -------------------- | ------- | ---- |
| Tambopata(–1)        | 5       |      |
| Manu y Tahuamanu(+1) | 2       |      |

## Composición del Consejo Regional de Madre de Dios
La siguiente tabla muestra la composición del Consejo Regional de Madre de Dios antes de las elecciones.
| Partidos | Partidos                                        | Consejeros |
| -------- | ----------------------------------------------- | ---------- |
|          | Perú Posible                                    | 3          |
|          | Bloque Popular Madre de Dios                    | 2          |
|          | Movimiento Independiente Obras Siempre Obras    | 2          |
|          | Movimiento Independiente Amor por Madre de Dios | 1          |
|          | Gran Alianza Nacionalista de Madre de Dios      | 1          |

## Partidos y candidatos
A continuación se muestra una lista de los principales partidos y alianzas electorales que participaron en las elecciones:
| Candidatura | Candidatura | Partidos y alianzas                                                   | Candidatos | Candidatos               | Ideología                                                         | Resultado previo | Resultado previo | Ref. |
| Candidatura | Candidatura | Partidos y alianzas                                                   | Candidatos | Candidatos               | Ideología                                                         | Votos (%)        | Con.             | Ref. |
| ----------- | ----------- | --------------------------------------------------------------------- | ---------- | ------------------------ | ----------------------------------------------------------------- | ---------------- | ---------------- | ---- |
|             | AMD         | Lista - Movimiento Independiente Amor por Madre de Dios (AMD)         |            | Simón Horna Alpaca       | Regionalismo madrediosense                                        | 20.21%           | 1                |      |
|             | OSO         | Lista - Movimiento Independiente Obras Siempre Obras (OSO)            |            | Santos Kaway Komori      | Regionalismo madrediosense                                        | 15.90%           | 2                |      |
|             | Mineros     | Lista - Movimiento Regional de Madre de Dios Mineros Unidos (Mineros) |            | Javier Paredes Chayacani | Regionalismo madrediosense                                        | 12.49%           | 1                |      |
|             | APRA        | Lista - Partido Aprista Peruano (APRA)                                |            | Luis Hidalgo Okimura     | Aprismo                                                           | 3.40%            | 0                |      |
|             | PPC         | Lista - Partido Popular Cristiano (PPC)                               |            | Rafael Ríos López        | Democracia cristiana Conservadurismo social Liberalismo económico | Nuevo            | Nuevo            |      |
|             | UPP         | Lista - Unión por el Perú (UPP)                                       |            | Walter Rugel Cabrera     | Nacionalismo de izquierda Socialdemocracia                        | Nuevo            | Nuevo            |      |
|             | SU          | Lista - Siempre Unidos (SU)                                           |            | Ynés Perdomo Pacaya      | Partido atrapalotodo                                              | Nuevo            | Nuevo            |      |
|             | PHP         | Lista - Partido Humanista Peruano (PHP)                               |            | César Chía Dávila        | Humanismo Socialismo Ecosocialismo                                | Nuevo            | Nuevo            |      |
|             | DD          | Lista - Democracia Directa (DD)                                       |            | Luis Otsuka Salazar      | Socialismo Nacionalismo de izquierda Ecologismo                   | Nuevo            | Nuevo            |      |
|             | FMDD        | Lista - Movimiento Regional Fuerza por Madre de Dios (FMDD)           |            | Juan Imura Cjuno         | Regionalismo madrediosense                                        | Nuevo            | Nuevo            |      |

## Sondeos de opinión
La siguiente tabla enumera las estimaciones de la intención de voto en orden cronológico inverso, mostrando las más recientes primero y utilizando las fechas en las que se realizó el trabajo de campo de la encuesta. Cuando se desconocen las fechas del trabajo de campo, se proporciona la fecha de publicación.
Leyenda:
     Sondeo realizado en el periodo de prohibición legal de la difusión de sondeos de intención de voto.

### Primera vuelta

#### Intención de voto
La siguiente tabla enumera las estimaciones ponderadas (sin incluir votos en blanco y nulos) de la intención de voto.
|                                       |            |   |      |      |      |      |     |     |  |  |
| Elecciones regionales de 2014         | 5 oct 2014 | — | 29.3 | 26.2 | 14.1 | 12.9 | 5.4 | 3.1 |  |  |
|                                       |            |   |      |      |      |      |     |     |  |  |
| Ipsos Perú/América                    | 5 oct 2014 | ? | 29.7 | 26.1 | –    | –    | –   | 3.6 |  |  |
| Datum Internacional/Frecuencia Latina | 5 oct 2014 | ? | 30.6 | 26.6 | 14.7 | 12.5 | –   | 4.0 |  |  |
| Ipsos Perú/América                    | 5 oct 2014 | ? | 24.6 | 29.6 | –    | 15.6 | –   | 5.0 |  |  |
| Datum Internacional/Frecuencia Latina | 5 oct 2014 | ? | 30.6 | 28.5 | 13.3 | 10.7 | –   | 2.1 |  |  |

## Resultados

### Gobierno Regional de Madre de Dios
| Candidatos           | Candidatos               | Partidos y coaliciones                                        | Primera vuelta 5 oct 2014 | Primera vuelta 5 oct 2014 | Balotaje 7 dic 2014 | Balotaje 7 dic 2014 |  |
| Candidatos           | Candidatos               | Partidos y coaliciones                                        | Votos                     | %                         | Votos               | %                   |  |
| -------------------- | ------------------------ | ------------------------------------------------------------- | ------------------------- | ------------------------- | ------------------- | ------------------- |  |
|                      | Luis Otsuka Salazar      | Democracia Directa (DD)                                       | 19,003                    | 29.31                     | 38,620              | 60.10               |  |
|                      | Simón Horna Alpaca       | Movimiento Independiente Amor por Madre de Dios (AMD)         | 16,987                    | 26.20                     | 25,642              | 39.90               |  |
|                      | Santos Kaway Komori      | Movimiento Independiente Obras Siempre Obras (OSO)            | 9,167                     | 14.14                     |                     |                     |  |
|                      | Juan Imura Cjuno         | Movimiento Regional Fuerza por Madre de Dios (FMDD)           | 8,392                     | 12.95                     |                     |                     |  |
|                      | Luis Hidalgo Okimura     | Partido Aprista Peruano (APRA)                                | 3,525                     | 5.44                      |                     |                     |  |
|                      | César Chía Dávila        | Partido Humanista Peruano (PHP)                               | 3,495                     | 5.39                      |                     |                     |  |
|                      | Walter Rugel Cabrera     | Unión por el Perú (UPP)                                       | 1,688                     | 2.60                      |                     |                     |  |
|                      | Rafael Ríos López        | Partido Popular Cristiano (PPC)                               | 1,259                     | 1.94                      |                     |                     |  |
|                      | Ynés Perdomo Pacaya      | Siempre Unidos (SU)                                           | 868                       | 1.34                      |                     |                     |  |
|                      | Javier Paredes Chayacani | Movimiento Regional de Madre de Dios Mineros Unidos (Mineros) | 443                       | 0.68                      |                     |                     |  |
|                      |                          |                                                               |                           |                           |                     |                     |  |
| Total                | Total                    | Total                                                         | 64,827                    |                           | 64,262              |                     |  |
|                      |                          |                                                               |                           |                           |                     |                     |  |
| Votos válidos        | Votos válidos            | Votos válidos                                                 | 64,827                    | 87.33                     | 64,262              | 93.39               |  |
| Votos en blanco      | Votos en blanco          | Votos en blanco                                               | 5,430                     | 7.31                      | 613                 | 0.89                |  |
| Votos nulos          | Votos nulos              | Votos nulos                                                   | 3,979                     | 5.36                      | 3,939               | 5.72                |  |
| Votos emitidos       | Votos emitidos           | Votos emitidos                                                | 74,236                    | 81.99                     | 68,814              | 76.00               |  |
| Abstenciones         | Abstenciones             | Abstenciones                                                  | 16,306                    | 18.01                     | 21,728              | 24.00               |  |
| Votantes registrados | Votantes registrados     | Votantes registrados                                          | 90,542                    |                           | 90,542              |                     |  |
|                      |                          |                                                               |                           |                           |                     |                     |  |
| Fuente:              |                          |                                                               |                           |                           |                     |                     |  |

### Consejo Regional de Madre de Dios
|                        |                                                               |              |              |              |         |         |  |  |
| Partidos y coaliciones | Partidos y coaliciones                                        | Voto popular | Voto popular | Voto popular | Escaños | Escaños |  |  |
| Partidos y coaliciones | Partidos y coaliciones                                        | Votos        | %            | ±pp          | Total   | +/−     |  |  |
|                        | Movimiento Independiente Amor por Madre de Dios (AMD)         | 13,373       | 24.82        | +7.89        | 4       | +3      |  |  |
|                        | Democracia Directa (DD)                                       | 13,286       | 24.66        | Nuevo        | 3       | +3      |  |  |
|                        | Movimiento Regional Fuerza por Madre de Dios (FMDD)           | 6,932        | 12.87        | Nuevo        | 1       | +1      |  |  |
|                        | Movimiento Independiente Obras Siempre Obras (OSO)            | 6,858        | 12.73        | –2.28        | 0       | –2      |  |  |
|                        | Partido Aprista Peruano (APRA)                                | 3,613        | 6.71         | +1.40        | 1       | +1      |  |  |
|                        | Partido Humanista Peruano (PHP)                               | 3,219        | 5.97         | Nuevo        | 0       | ±0      |  |  |
|                        | Unión por el Perú (UPP)                                       | 2,430        | 4.51         | n/a          | 0       | ±0      |  |  |
|                        | Partido Popular Cristiano (PPC)                               | 2,102        | 3.90         | Nuevo        | 0       | ±0      |  |  |
|                        | Siempre Unidos (SU)                                           | 1,530        | 2.84         | Nuevo        | 0       | ±0      |  |  |
|                        | Movimiento Regional de Madre de Dios Mineros Unidos (Mineros) | 537          | 1.00         | n/a          | 0       | ±0      |  |  |
|                        |                                                               |              |              |              |         |         |  |  |
| Total                  | Total                                                         | 53,880       |              |              | 9       | ±0      |  |  |
|                        |                                                               |              |              |              |         |         |  |  |
| Votos válidos          | Votos válidos                                                 | 53,880       | 72.58        | +7.59        |         |         |  |  |
| Votos en blanco        | Votos en blanco                                               | 16,254       | 21.90        | –5.08        |         |         |  |  |
| Votos nulos            | Votos nulos                                                   | 4,102        | 5.53         | –2.50        |         |         |  |  |
| Votos emitidos         | Votos emitidos                                                | 74,236       | 81.99        | –1.18        |         |         |  |  |
| Abstenciones           | Abstenciones                                                  | 16,306       | 18.01        | +1.18        |         |         |  |  |
| Votantes registrados   | Votantes registrados                                          | 90,542       |              |              |         |         |  |  |
|                        |                                                               |              |              |              |         |         |  |  |
| Fuente:                |                                                               |              |              |              |         |         |  |  |

### Autoridades electas
| Cargo                                               | Autoridad electa | Autoridad electa        | Partido político | Partido político                                |
| --------------------------------------------------- | ---------------- | ----------------------- | ---------------- | ----------------------------------------------- |
| Presidente Regional de Madre de Dios                |                  | Luis Otsuka Salazar     |                  | Democracia Directa                              |
| Vicepresidenta Regional de Madre de Dios            |                  | Juana Medrano Vásquez   |                  | Democracia Directa                              |
| Consejero Regional de Madre de Dios (por Manu)      |                  | Octavio Caballero Jara  |                  | Democracia Directa                              |
| Consejero Regional de Madre de Dios (por Manu)      |                  | Cosme Quispe Ccori      |                  | Movimiento Independiente Amor por Madre de Dios |
| Consejera Regional de Madre de Dios (por Tahuamanu) |                  | Mayra Hermoza Sovrino   |                  | Movimiento Independiente Amor por Madre de Dios |
| Consejero Regional de Madre de Dios (por Tahuamanu) |                  | Yilmer Gonzales Khan    |                  | Partido Aprista Peruano                         |
| Consejera Regional de Madre de Dios (por Tambopata) |                  | Lisett Revollar Cáceres |                  | Democracia Directa                              |
| Consejera Regional de Madre de Dios (por Tambopata) |                  | Liz López Morales       |                  | Democracia Directa                              |
| Consejero Regional de Madre de Dios (por Tambopata) |                  | Juan Ticona Quispe      |                  | Movimiento Independiente Amor por Madre de Dios |
| Consejero Regional de Madre de Dios (por Tambopata) |                  | Yasmany Cárdenas Coral  |                  | Movimiento Independiente Amor por Madre de Dios |
| Consejero Regional de Madre de Dios (por Tambopata) |                  | Carlos Aguilar Mendoza  |                  | Movimiento Regional Fuerza por Madre de Dios    |